# الطبقة الخاملة (فلم 1921)
الطبقة الخاملة (بالإنجليزية: The Idle Class)، يعرف أيضًا باسم تشارلي والقناع الحديدي، وهو فيلم كوميدي أمريكي صامت من عام 1921 بطولة وإخراج تشارلي تشابلن تم إنتاجه في استوديو فيرست ناشيونال فيلم.

## القصة
يتوجه "المتشرد" إلى منتجع لقضاء وقت ممتع في الطقس الدافئ ولعب الغولف. وفي ملعب الغولف، تتسبب سرقة المتشرد للكرات أثناء اللعب في مهاجمة أحد لاعبي الغولف عن طريق الخطأ. وفي الوقت نفسه، تترك الزوجة المهملة زوجها الثري حتى يتوقف عن الشرب. وعندما يخطئ أحد رجال الشرطة في الاعتقاد بأن المتشرد هو لص، يقتحم حفلة تنكرية للهروب من رجل الشرطة. وهناك، يخطئ أحد رجال الشرطة في الاعتقاد بأنه زوج المرأة. وفي النهاية، يتم تصحيح كل شيء، ويواصل المتشرد طريقه مرة أخرى.

## طاقم التمثيل
- تشارلي تشابلن - المتشرد والزوج
- إدنا بيرفيانس - الزوجة المهملة
- ماك سوين - والدها
- هنري بيرغمان - المتجول النائم وضيف في لباس شرطي
- آل إرنست غارسيا - شرطي في حديقة وضيف
- جون راند - لاعب غولف وضيف
- ريكس ستوري - نشال وضيف
- ليتا غراي، زوجة تشابلن المستقبلية، لعبت دور الضيف.

## روابط خارجية
- The Idle Class على يوتيوب
- مقالات تستعمل روابط فنية بلا صلة مع ويكي بيانات
- الطبقة الخاملة على موقع أول موفي.
- الطبقة الخاملة متوفر للتحميل المجاني على أرشيف الإنترنت